# Jean-Pierre Verheggen
Jean-Pierre Verheggen (Gembloux, 6 giugno 1942 – Wavre, 8 novembre 2023) è stato uno scrittore e poeta belga in lingua francese.

## Biografia

### Carriera
Nato a Gembloux, in Vallonia (Belgio francofono), Jean-Pierre Verheggen partecipa insieme a Christian Prigent negli anni '70 a TXT, rivista d'avanguardia radicale dell'impresa "testuale", in cui parla del suo progetto di scrittura dalla "forma carnevalesca".
Divenne professore di francese all'Ateneo reale di Gembloux per i primi tre anni dell'insegnamento secondario. Nel 1990 diventa consigliere del Ministro della Cultura belga Bernard Anselme e nel 1992 è l'incaricato speciale alla "promozione delle Lettere francesi del Belgio".

### Il lavoro letterario
A cavallo tra humour e sbeffeggiamento, la poesia di Verheggen è una poesia orale, un'incessante revisione linguistica che, mediante calembours, derisione e trivialità, non manca di truculenza e oscenità. Ma gli scarichi e gli "scoppi" (mitraques, secondo il suo termine) di questo ridere, mescolando crudeltà e voluttà, sono accompagnati anche da una violenza negativa nei confronti di tutte le illusioni politiche, sociali e linguistiche, contro tutti i riti verbali della società alienante: “La mia scrittura”, dice Verheggen, “risale al diluvio, a quella vasta tempesta interiore, folle e analfabeta".
L'Alfabeto delle lettere francesi del Belgio così lo definisce:
Nel 1995 viene premiato al Grand prix de l'humour noir per Ridiculum vitæ e per l'insieme delle sue opere.
Nel 2005 pubblica Portraits crachés ("Ritratti sputati"), una raccolta di ritratti di personalità belghe reali e immaginarie (da Adamo a Tintin), in collaborazione con: Pierre Kroll, Dubus, Kanar, Johan De Moor, Nix, Frédéric Jannin, Xavier Löwenthal, André Stas e Juan d'Oultremont.
Nel 2009 L'Oral et Hardi ("L'Orale e l'Ardito") di Verheggen, musicato e messo in scena da Jacques Bonnaffé, vince un Premio Molière nella categoria "migliore compagnia".
Il 12 giugno 2011, Jean-Pierre Verheggen ha vinto il Premio Robert Ganzo per la poesia al festival del libro e del cinema "Étonnants Voyageurs" di Saint-Malo per tutto il suo lavoro e la sua ultima raccolta dal titolo Poète bin qu'oui, poète bin qu'non ?, pubblicata da Gallimard. Questo premio portava il valore di 10.000 euro.

## Opere
- La Grande Mitraque, ed. Henry, Bruxelles, 1968 ; ed. L'Arbre à paroles, Amay, 1995
- Le Grand Cacaphone, Chambelland, 1974, prefazione di Norge
- Le Degré Zorro de l'écriture, ed. Christian Bourgois, Parigi, 1978
- Divan le Terrible, ed. Christian Bourgois, Parigi, 1979
- Vie et mort pornographiques de madame Mao, ed. Hachette, Parigi, 1981
- Ninietzsche, peau d'chien, Avila/Limage 2, coll. « TXT », Parigi, 1983
- Stabat mater, Cadex, Montpellier, 1986
- Les Folies belgères, ed. du Seuil, Point-Virgule V 82, Parigi, 1990
- Artaud Rimbur, ed. de la Différence, Parigi, 1990 et 1994 ; premio triennale di poesia 1992
- Pubères, putains, Stabat mater, Porches, porchers, Labor, coll. Espace Nord, no 64, Bruxelles, 1991
- Avec Nestor Salas, Orthographe 1er, roi sans faute, ed. du Seuil, Petit Point no 24, Parigi, 1992
- Ridiculum vitæ, ed. de la Différence, Parigi, 1994
- Opéré bouffe, Cadex, Montpellier, 1998
- Ridiculum vitæ preceduto da Artaud Rimbur, prefazione di Marcel Moreau, Poésie/Gallimard, Parigi, 2001
- On n'est pas sérieux quand on a 117 ans : zuteries, ed. Gallimard, Parigi, 2001
- Gisella, poèmes, ed. Le Rocher, coll. « Anatolia », Parigi, 2004
- Du même auteur chez le même éditeur, ed. Gallimard, Parigi, 2004
- Collectif, Amour, j'écris ton nom, edizioni Couleur livres, Charleroi, 2005
- Portraits crachés, edizioni Le Somnambule équivoque, Liegi, 2005
- L'Idiot du Vieil-Âge : (Excentries), ed. Gallimard, Parigi, 2006
- Phallus et Morilles, ed. Artgo & Cie, Bruxelles, Forcalquier, 2009.
- Sodome et Grammaire, ed. Gallimard, coll. « Hors Série Littérature », Parigi, 2008
- Poète bin qu'oui, poète bin qu'non ?, ed. Gallimard, coll., Parigi, 2011 ISBN 978-2-07-013281-2
- Un jour, je serai Prix Nobelge, ed. Gallimard, coll. « Hors Série Littérature », Parigi, 2013 ISBN 978-2-07-014084-8
- Ça n'langage que moi, ed. Gallimard, Parigi, 2015
- Ma petite poésie ne connaît pas la crise, Parigi, Gallimard, 2017
- Pubers, pietenpakkers - Pubères, putains, traduzione in nederlandese, ed. L'Âne qui butine, fine 2018